# Bitevní vrtulník

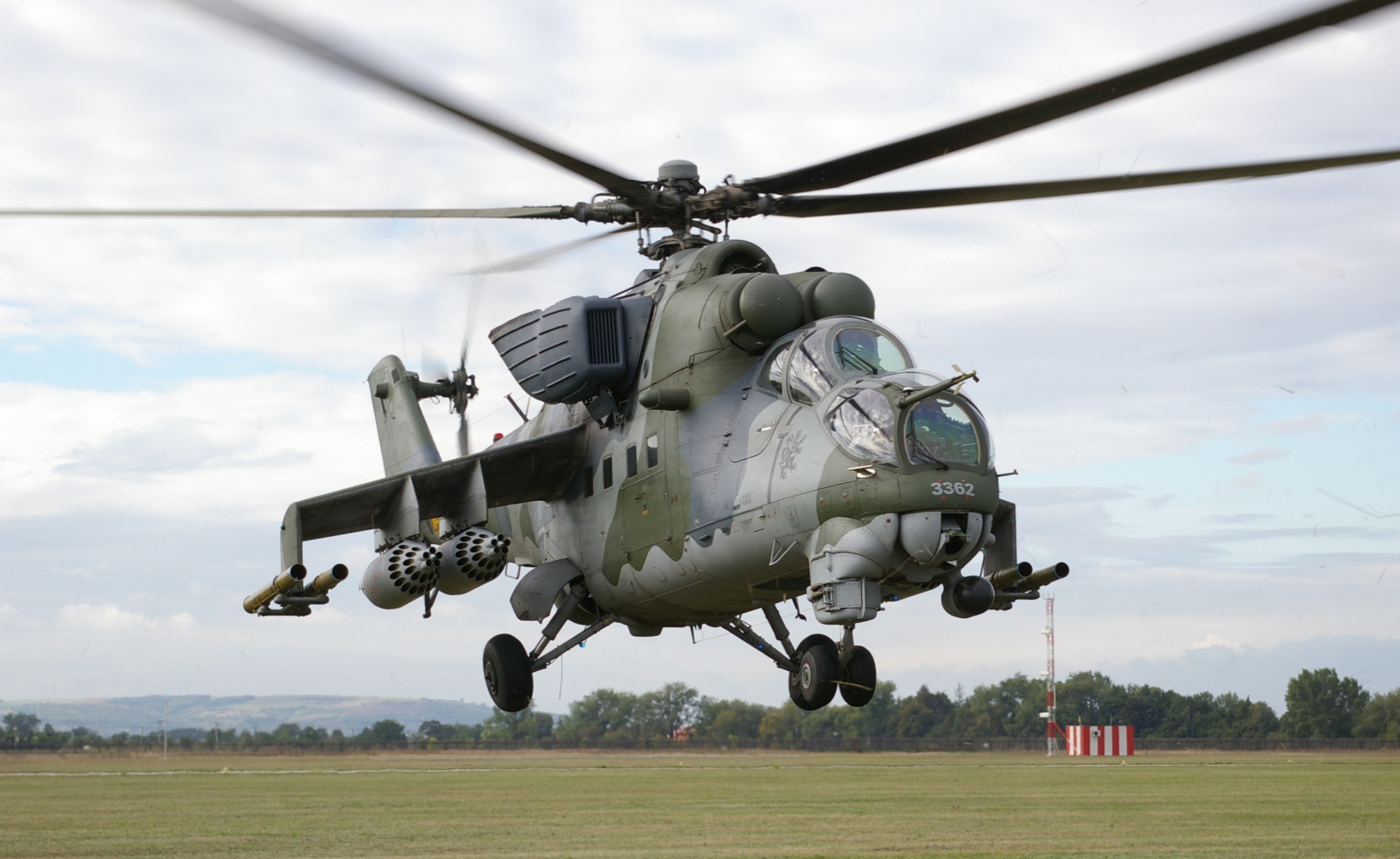
Mi-24 armády České republiky

Bitevní vrtulník je ozbrojený vrtulník s rolí podobnou jako útočný letoun – schopnost útočit na pozemní cíle jako jsou nepřátelská pěchota a obrněná bojová vozidla.
Zbraně používané na útočných vrtulnících mohou zahrnovat automatické kanony, kulomety, automatické granátomety, rakety a protitankové řízené střely, jako např. Hellfire. Mnoho bitevních vrtulníků je také schopno nést rakety vzduch-vzduch, i když většinou pro účely sebeobrany.